# 短距小红门兰
短距小红门兰（学名：Ponerorchis brevicalcarata）也称短距红门兰，为兰科小红门兰属下的一个种。短距小红门兰的植株可以長到17厘米。块茎為椭圆形以及卵球形，長度達1至2厘米。